# Forza passiva peculiare
La forza passiva peculiare è la capacità di una legge di resistere all'abrogazione. Ciò significa che una legge così intesa non può essere sostituita, abrogata o derogata da altre fonti primarie.

## Il caso dei patti lateranensi
I Patti lateranensi, istituiti tra Stato italiano e Chiesa cattolica sono un esempio di legge dotata di forza passiva peculiare, la cui modifica può avvenire solamente in virtù di una nuova intesa tra Stato e Chiesa. Corollario di questo, è che le leggi dotate di tale capacità non possono essere fatte oggetto di referendum.

## Regolamenti parlamentari
Nell'ordinamento italiano, anche il regolamento interno di ciascuna Camera - e cioè l'atto che disciplina l'organizzazione interna e lo svolgimento delle funzioni della Camera, dalla quale è adottato a maggioranza assoluta dei propri componenti - gode di tale capacità, garantita dalla Costituzione (vige cioè una riserva regolamentare).

## Riferimenti normativi
- Costituzione italiana sentenza della Corte costituzionale n. 16 del 1978